# Spyrídon Plaskovítis
Spyrídon « Spýros » Plaskovítis (grec moderne : Σπυρίδων «Σπύρος» Πλασκοβίτης), né le 13 juin 1917  à Corfou et décédé le  7 octobre 2000  , est un homme politique. Il est député européen.

## Biographie
Né sur l'île de Corfou, il déménage à Athènes en 1931. En 1939, il est diplômé en droit de l'Université nationale de Kapodistrias à Athènes, il a également étudié à Paris. Pendant la Seconde Guerre mondiale, il a été actif dans le mouvement de résistance. Dès le début des années 1940, il travaille comme journaliste et commis au ministère des Communications, il exerce également comme avocat. Dans les années 1951-1977, il a été juge au Conseil d'État, la plus haute juridiction administrative. Pendant la Dictature des colonels, il a été actif dans l'organisation d'opposition Dimokratiki Amin, a été démis du Conseil d'État et, de 1968 à 1973, emprisonné. Parallèlement, il a agi comme écrivain, faisant ses débuts en 1947 dans le journal "Nea Estia". Il a publié au moins sept livres (principalement des nouvelles et des nouvelles) pour lesquels il a reçu des prix d'État en 1961 et 1980. Plusieurs d'entre eux ont été traduits dans des langues européennes. Il a également écrit des articles de presse.
Il s'est impliqué dans des activités politiques au sein du Mouvement socialiste panhellénique. Au cours du mandat 1977-1981, il a été membre du Parlement hellénique. En 1981 et 1984, il a été élu membre du Parlement européen, de 1984 à 1987, il en a été le vice-président. Il rejoint le Parti socialiste et, de 1982 à 1986, il est membre de son présidium. Il est devenu membre, entre autres La commission des questions politiques et la commission de la jeunesse, de la culture, de l'éducation, de l'information et des sports. Après avoir quitté le Parlement européen, il a été actif au sein d'organisations culturelles et du syndicat des écrivains et, de 1995 à 1999, il a dirigé une institution nationale de promotion de la lecture. Il est décédé des suites d'une tumeur.